# 平沼淑郎

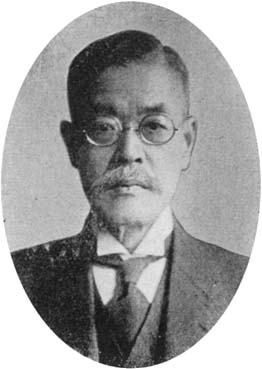
平沼淑郎

平沼 淑郎（ひらぬま よしろう、1864年3月14日（文久4年2月7日）- 1938年（昭和13年）8月14日）は、日本の経済学者。学位は法学博士。市立大阪商業学校校長、大阪市助役、第3代早稲田大学学長等を歴任。字は君一。鶴峯、洋堂学入、灑骨野人、鶴廼家などと号す。
首相を務めた平沼騏一郎の兄。平沼赳夫は曾孫。早稲田大学商学部長として学部の充実に貢献し、同大学商学部棟の1階に朝倉文夫作による胸像がある。

## 年譜
- 1864年（文久4年） - 現在の岡山県津山市に津山藩士・平沼晋（1832年 - 1914年）の長男として生まれる。
- 思想家・西周、洋学者・箕作秋坪の家塾三叉学舎などに学び、官立東京英語学校、東京大学予備門を経て東京大学文学部へと進んだ。
- 1884年（明治17年） - 東京大学文学部政治理財学科卒業。
- 1888年（明治21年） - 第二高等学校教授に就任。
- 1894年（明治27年） - 市立大阪商業学校長に就任。
- 1898年（明治31年） - 大阪市助役就任（1901年まで）。
  - 市立大阪第二高等女学校校長事務取扱
- 1918年（大正7年） - 早稲田大学第3代学長に就任。
- 1923年（大正12年） - 大東文化学院が開校し、弟騏一郎が初代総長に、淑郎は経済学教授に就任。
- 1938年（昭和13年） - 脳溢血のため没[1]。墓所は染井霊園。

## その他
- 官位：従五位勲四等（没後特旨により従六位より位二級追陞）
- 法名：祥雲院殿仁誉高風鶴峯居士

## 家族・親族
- 妻：しげ（東京府士族漆山鉼次郎妹）
- 長女：廣女（山口県士族飯田信臣養子飯田包亮に嫁する）
- 孫：節子

## 家系
平沼家について『日本現今人名辞典』（1900年（明治33年））に「…其先詳ならず八代の祖織右衛門延良駿府與力たり弓術に長ず享保中津山藩の士籍に列す父を晋と云ふ」とある。

## 著書

### 単著
- 『通信教授 論理学』通信講学会、1886年10月。 NCID BA86385784。全国書誌番号:40000299。
- 『教育原理心理学講義』 第1巻、伊勢書舗、1890年2月。 NCID BA30828177。全国書誌番号:40038648。
- 『生活と一家経済』大学館、1915年5月。 NCID BA53146813。
- 『舌の先とペンの先』栄文館書店、1915年5月。 NCID BA50410562。全国書誌番号:43023195。
- 菊地暁汀 編『社会及社会問題研究』東盛堂書店、1919年8月。 NCID BN15884640。全国書誌番号:43023909。
- 『戦後の経済問題』早稲田大学出版部〈世界改造叢書 第3編〉、1919年11月。 NCID BA6735881X。全国書誌番号:43029969。
- 『社会思想及社会組織の研究』日新閣、1919年8月。 NCID BN10671482。全国書誌番号:43045659。
- 『社会問題講話』如山堂書店、1920年4月。 NCID BN02841496。全国書誌番号:43023887。
- 『平沼博士金解禁の話』中和書院、1929年9月。 NCID BN11334127。全国書誌番号:46082469。
- 『商業史』敬文堂、1930年3月。 NCID BN05728456。全国書誌番号:47037462。
- 入交好脩 編『近世寺院門前町の研究』早稲田大学出版部、1957年10月。 NCID BN00874224。全国書誌番号:57004401。

### 編集
- 『国家教育新論』 巻之1、内田芳兵衛、1891年1月。全国書誌番号:40038185。
- 『国家主義 新編教育学』 巻之1、内田老鶴圃、1891年1月。 NCID BN10588618。全国書誌番号:40038371。
- 『国家主義 新編教育学』 巻之2、内田老鶴圃、1891年8月。 NCID BN10588618。全国書誌番号:40038371。

### 翻訳
- シェルドヌ・アモス『英国憲法新論』 上編、忠愛社、1886年3月。 NCID BA50673925。全国書誌番号:40023272。
- トーマス・リンドセー『論理史評』哲学書院、1891年5月。 NCID BA55444459。全国書誌番号:40000333。
- アキレ・ロリア『社会の経済的基礎』大日本文明協会〈大日本文明協会刊行叢書 第5編〉。 NCID BN0516973X。全国書誌番号:40032037。
- マハン『ホレーシオ・ネルソン』実業之日本社〈英傑伝叢書 第11編〉、1922年7月。 NCID BA66355725。全国書誌番号:43019286。

### 編訳
- 『独仏英三国官制』平沼淑郎・内藤泰五編訳、内藤幾久、1886年3月。 NCID BA56647247。全国書誌番号:40023873。

### 校閲
- セパルト・エンド・セント・ジョン会社 編、太田実 訳『官吏候補受験須知』忠愛社、1886年3月。全国書誌番号:40022062。

### 寄稿
- 『台湾人と施策方針』台湾青年 第2卷第1号、1920年7月。

## 記念論集
- 社会経済史学会 編『社会経済史論集 平沼淑郎博士古稀祝賀記念』日本評論社、1933年12月。 NCID BN15084983。全国書誌番号:47000595。
- 『経済史学 故平沼淑郎博士追悼記念号』 第5輯、雄松堂書店、1939年5月。 NCID BN07486824。全国書誌番号:46048918。
- 『平沼淑郎博士追悼記念論文集』早稲田商学同攷会〈早稲田商学 第15巻第3・4号特輯〉、1939年12月。 NCID BN15905423。